# Monte Re di Castello
Il Monte Re di Castello  è una cima del gruppo dell'Adamello, nelle Alpi Retiche meridionali, alta 2889 m. Nei sentieri di accesso e in vetta sono ancora presenti i resti di fortificazioni risalenti alla prima guerra mondiale.

## Accesso
- Dal Rifugio Maria e Franco (2574 m).
- Dal Passo di Campo (2296 m). 2 ore e 15 minuti. L'accesso al Passo di Campo è possibile sia dalla Val Saviore che dalla Val di Fumo.